# 한국소아암재단
한국소아암재단(韓國小兒癌財團, Korea Pediatric Cancer Foundation)은 대한민국 보건복지부에 등록된 비영리재단으로, 2001년 8월 14일부터 저소득 빈곤층 소아암, 백혈병 등의 환아에 대한 지원사업을 실시하고 있다. 치료비 및 수술비 지원, 외래치료비 지원, 소아암 쉼터 운영, 정서지원, 학습지원 등 소아암, 백혈병, 희귀난치병 어린이들을 위한 활동을 하고 있다.

## 임원
- 이성희 이사장(2019년~)

## 홍보대사
- 정동원
- 이일웅(타계)
- 한정국
- 용춘브라더스
- 연예인 홍보단
  - 안병경, 박영태, 손영춘,김기섭, 공재원, 이정성, 김건호, 김광인, 전해룡, 김희라, 한춘일, 최용준, 김주영, 임혁주, 임영규, 이상인, 김정균, 박재현, 손윤상, 백건우
- 버스터즈